# Station St Leonards Warrior Square
St Leonards Warrior Square is een spoorwegstation van National Rail in Hastings in Engeland. Het station is eigendom van Network Rail en wordt beheerd door Southeastern. 